# Ernst Kahler
Ernst Kahler (* 7. November 1914 in Berlin; † 18. Juni 1993 ebenda) war ein deutscher Schauspieler und Regisseur.

## Leben
Nach dem Schulbesuch studierte der Sohn eines Gastwirts an der Friedrich-Wilhelms-Universität zu Berlin in den Fächern Kunstgeschichte, Philosophie und Germanistik, bis er als Soldat eingezogen wurde. Aus der Kriegsgefangenschaft entlassen, schrieb Ernst Kahler für Zeitungen und Zeitschriften Essays und Kurzgeschichten, bis er 1946 am Theater am Schiffbauerdamm mit kleinen Rollen als Schauspieler begann. Von 1958 bis 1963 widmete sich Ernst Kahler vordringlich der Theaterregie. Weiterhin schrieb er Artikel für Zeitungen sowie auch Kurzgeschichten, die 1976 in dem Buch Eine himmlische Rolle veröffentlicht wurden.

## Filmografie
- 1951: Die neuen Herren von Lützkendorf (Kurz-Dokumentarfilm)
- 1952: Blaue Wimpel im Sommerwind (Sprecher)
- 1952: Schatten über den Inseln
- 1955: Hotelboy Ed Martin (Regie)
- 1956: Der Teufelskreis
- 1958: Der Prozeß wird vertagt
- 1959: Fernsehpitaval: Der Fall Jakubowski (Fernsehreihe)
- 1960: Was wäre, wenn …?
- 1962: Fernsehpitaval: Auf der Flucht erschossen
- 1962: Die neue Losung (TV)
- 1963: Tote reden nicht (TV-Zweiteiler)
- 1966: Die Jagdgesellschaft (Fernsehfilm)
- 1969: Immer am Weg dein Gesicht (TV)
- 1968: Wege übers Land (TV-Fünfteiler)
- 1969: Iphigenie auf Tauris (Theateraufzeichnung)
- 1970: Der Mörder sitzt im Wembley-Stadion (Fernseh-Zweiteiler)
- 1973: Die sieben Affären der Doña Juanita (vierteiliger Fernsehfilm)
- 1974: Polizeiruf 110: Lohnraub (TV-Reihe)
- 1974: Leute vom Bau (Sprecher)
- 1975: Mein lieber Mann und ich (TV)
- 1976: Leben und Tod Richard III. (Theateraufzeichnung)
- 1975: Polizeiruf 110: Der Spezialist (TV-Reihe)
- 1979: Polizeiruf 110: Barry schwieg (TV-Reihe)
- 1980: Die Heimkehr des Joachim Ott (Fernsehfilm)
- 1982: Polizeiruf 110: Schranken (TV-Reihe)
- 1985: Besuch bei van Gogh
- 1986: Kalter Engel (TV)
- 1987: DEFA Kinobox 1987/56 (Beitrag über Heinrich Zille, Sprecher)
- 1988: Polizeiruf 110: Eifersucht (TV-Reihe)

## Theater: Darsteller
- 1947: David Kalisch: 100000 Taler (Kellner) – Regie: Walter Gross (Theater am Schiffbauerdamm)
- 1947: Lew Scheinin/Gebrüder Tur: Oberst Kusmin – Regie: Robert Trösch (Theater am Schiffbauerdamm)
- 1948: Ferdinand Bruckner Die Rassen (Tessow) – Regie: Erich Geiger (Theater am Schiffbauerdamm)
- 1948: Konstantin Trenjow: Ljubow Jaworaja (Matrose) – Regie: Hans Rodenberg (Haus der Kultur der Sowjetunion)
- 1948: August Jakobson: Die Brüder Kondor – Regie: Hans Stiebner (Theater am Schiffbauerdamm)
- 1949: Bertolt Brecht: Mutter Courage und ihre Kinder (Eidif) – Regie: Erich Engel (Deutsches Theater Berlin – Berliner Ensemble)
- 1949: Ewan MacColl: Das krumme Gewerbe – Regie: Robert Wolfgang Schnell (Deutsches Theater Berlin – Kammerspiele)
- 1950: Bertolt Brecht: Die Mutter (Pawel Wlassow) – Regie: Ruth Berlau (Kammerspiele der Leipziger Volksbühne)
- 1950: Jakob Michael Reinhold Lenz: Der Hofmeister (Pastor Läuffer) – Regie: Bertolt Brecht (Deutsches Theater Berlin – Berliner Ensemble)
- 1950: Bertolt Brecht: Die Mutter (Pawel Wlassow) – Regie: Bertolt Brecht (Deutsches Theater Berlin – Berliner Ensemble)
- 1951: Gerhart Hauptmann: Biberpelz und Roter Hahn (Adelheids Mann) – Regie: Egon Monk (Deutsches Theater Berlin – Berliner Ensemble)
- 1952: Nikolai Pogodin: Das Glockenspiel des Kreml (Stalin) – Regie: Ernst Busch (Berliner Ensemble)
- 1953: Konstantin Issajew/Alexander Galitsch: Fernamt …Bitte melden (Djushikow) – Regie: Rudolf Wessely (Deutsches Theater Berlin – Kammerspiele)
- 1953: Roger Vailland: Colonel Foster ist schuldig (Partisanenführer) – Regie: Herwart Grosse/Wolfgang Langhoff (Deutsches Theater Berlin – Kammerspiele)
- 1953: Heinar Kipphardt: Shakespeare dringend gesucht (Neuer Shakespeare) – Regie: Herwart Grosse (Deutsches Theater Berlin – Kammerspiele)
- 1953: Julius Hays: Der Putenhirt (Knecht) – Regie: Fritz Wendel (Deutsches Theater Berlin – Kammerspiele)
- 1953: Friedrich Wolf: Thomas Müntzer, der Mann mit der Regenbogenfahne (Prediger Heinrich Pfeiffer) – Regie: Wolfgang Langhoff (Deutsches Theater Berlin)
- 1954: Johann Wolfgang von Goethe: Egmont (Brackenburg) – Regie: Wolfgang Langhoff (Deutsches Theater Berlin)
- 1955: Alfred Matusche: Die Dorfstraße (Partisan) – Regie: Hannes Fischer (Deutsches Theater Berlin – Kammerspiele)
- 1958: Liebe und Raketenbasen (Kabarett-Theater Distel)
- 1958: Heiner Müller/Inge Müller: Der Lohndrücker (Karras) – Regie: Hans-Dieter Mäde (Maxim-Gorki-Theater)
- 1959: Herbert Keller: Begegnung 57 (Sprecher) – Regie: Hagen Mueller-Stahl (Volksbühne Berlin – Theater im 3. Stock)
- 1959: Hedda Zinner: Was wäre wenn … (Parteisekretär) – Regie: Otto Tausig (Volksbühne Berlin)
- 1962: Friedrich Schiller: Wilhelm Tell (Pfarrer Rösselmann) – Regie: Wolfgang Langhoff (Deutsches Theater Berlin)
- 1962: George Bernard Shaw: Haus Herzenstod („Einbrecher“) – Regie: Wolfgang Heinz (Deutsches Theater Berlin – Kammerspiele)
- 1962: Peter Hacks: Die Sorgen und die Macht (Parteisekretär) – Regie: Wolfgang Langhoff (Deutsches Theater Berlin)
- 1962: Nikolai Pogodin: Der Mann mit dem Gewehr (Heizkommissar) – Regie: Horst Schönemann (Deutsches Theater Berlin)
- 1963: Johann Wolfgang von Goethe: Iphigenie auf Tauris (Arkas) – Regie: Wolfgang Langhoff (Deutsches Theater Berlin) – Fernsehaufzeichnung 1969
- 1964: Molière: Tartuffe (Cléante) – Regie: Benno Besson (Deutsches Theater Berlin – Kammerspiele)
- 1964: Horia Lovinescu: Fieber – Regie: Gotthard Müller (Deutsches Theater Berlin)
- 1965: Vercors: Zoo oder der menschenfreundliche Mörder (Gerichtsarzt) – Regie: Bojan Danowski (Deutsches Theater Berlin – Kammerspiele)
- 1965: Leo Tolstoi: Krieg und Frieden (Alpatytsch) – Regie: Wolfgang Heinz/Hannes Fischer (Deutsches Theater Berlin)
- 1967: Maxim Gorki: Feinde (Jagodin) – Regie: Wolfgang Heinz (Deutsches Theater Berlin)
- 1967: Friedhold Bauer: Baran oder die Leute im Dorf – Regie: Friedo Solter (Deutsches Theater Berlin – Kammerspiele)
- 1968: Ariano Suassuna: Das Testament eines Hundes (Chico) – Regie: Friedo Solter (Deutsches Theater Berlin)
- 1969: Günther Rücker: Der Herr Schmidt (Kammerdiener) – Regie: Friedo Solter (Deutsches Theater Berlin)
- 1969: Hans Lucke: Mäßigung ist aller Laster Anfang (Kunath) – Regie: Uta Birnbaum/Friedo Solter (Deutsches Theater Berlin – Kammerspiele)
- 1969: Günther Rücker: Der Nachbar des Herrn Pansa (Bauernführer) – Regie: Friedo Solter (Deutsches Theater Berlin)
- 1970: Hans Magnus Enzensberger: Das Verhör von Habana (Söldnerpriester) – Regie: Manfred Wekwerth (Deutsches Theater Berlin)
- 1971: Arnold Wesker: Goldene Städte (Latham) – Regie: Hans-Georg Simmgen (Deutsches Theater Berlin)
- 1973: Ignati Dworetzki: Der Mann von draußen (Leiter) – Regie: Adolf Dresen (Deutsches Theater Berlin)
- 1974: Wiktor Rosow: Vom Abend bis zum Mittag (Sharkow) – Regie: Christoph Schroth (Deutsches Theater Berlin – Kammerspiele)
- 1975: Henrik Ibsen: Ein Volksfeind (Gerbermeister Kiil) – Regie: Klaus Erforth/Alexander Stillmark (Deutsches Theater Berlin – Kammerspiele)
- 1976: Georg Hirschfeld: Pauline (Restaurantbesitzer Klimsch) – Regie: Alexander Lang (Deutsches Theater Berlin – Kammerspiele)
- 1977: Heinrich von Kleist: Michael Kohlhaas – Regie: Adolf Dresen (Deutsches Theater Berlin)
- 1978: Gerhardt Gröschke: Hochwasser (Pumpenwärter Martin) – Regie: Günter Falkenau (Deutsches Theater Berlin – Kammerspiele)
- 1979: Gerhard Branstner: Kantine (Toredit) – Regie: Hartmut Ostrowsky (Deutsches Theater Berlin – Foyer)
- 1980: Peter Hacks: Senecas Tod (General Silvanus) – Regie: Cox Habbema (Deutsches Theater Berlin)
- 1984: Heinar Kipphardt: Bruder Eichmann – Regie: Alexander Stillmark (Deutsches Theater Berlin)
- 1985: Johannes R. Becher: Winterschlacht (General) – Regie: Alexander Lang (Deutsches Theater Berlin)
- 1985: Swetlana Alexijewitsch: Der Krieg hat kein weibliches Gesicht – Regie: Kurt Veth (Theater im Palast (TiP))

## Theater: Regie
- 1954: Albert Maltz Hotelboy Ed Martin – (Deutsches Theater Berlin – Kammerspiele)
- 1955: Arno Holz: Sozialaristokraten – (Deutsches Theater Berlin – Kammerspiele)
- 1955: Wer einmal in den Fettnapf tritt – (Kabarett-Theater Distel)
- 1956: Peter Hacks: Eröffnung des indischen Zeitalters – (Deutsches Theater Berlin)
- 1956: O du geliebtes Trauerspiel – (Kabarett-Theater Distel)
- 1957: Emmanuel Roblès: Montserrat – (Deutsches Theater Berlin – Kammerspiele)
- 1957: Gerhart Hauptmann: Die Weber – (Volksbühne Berlin)
- 1958: Joachim Knauth: Wer die Wahl hat – (Deutsches Theater Berlin – Kammerspiele)
- 1959: William Shakespeare: Macbeth – (Volksbühne Berlin)
- 1960: Ludwig Thoma: Moral – (Volksbühne Berlin)
- 1960: Peter Karvaš: Mitternachtsmesse – (Deutsches Theater Berlin – Kammerspiele)
- 1961: Günter Weisenborn Die Illegalen – Regie mit Horst Drinda (Deutsches Theater Berlin – Kammerspiele)
- 1962: Gerhart Hauptmann: Der Biberpelz – (Deutsches Theater Berlin – Kammerspiele)
- 1963: Sean O’Casey: Rote Rosen für mich – (Deutsches Theater Berlin)

## Hörspiele
- 1950: Anna Seghers: Der Prozess der Jeanne d’Arc zu Rouen 1431 – Regie: Herwart Grosse (Berliner Rundfunk)
- 1951: Maximilian Scheer: „Todeshandel“ oder „Der Mut zur Freiheit“ – Regie: Werner Stewe (Berliner Rundfunk)
- 1951: Karl Georg Egel: Das Lied von Helgoland – Regie: Gottfried Herrmann (Berliner Rundfunk)
- 1951: Maximilian Scheer: Der Hexenmeister – Regie: Werner Stewe (Berliner Rundfunk)
- 1952: Friedrich Karl Kaul/Günther Cwojdrak: Chicago 1886 – Regie: Gottfried Herrmann (Berliner Rundfunk)
- 1952: Hans A. Joachim: Die Stimme Victor Hugos (Romain Rolland) – Regie: Herwart Grosse (Literarische Hörfolge – Berliner Rundfunk)
- 1953: Pedro Calderón de la Barca: Der gute Richter – Regie: Peter Brang (Berliner Rundfunk)
- 1953: Hedda Zinner: General Landt – Regie: Hedda Zinner (Berlin I)
- 1954: Berta Waterstradt: Besondere Kennzeichen: Keine – Regie: Ingrid Fröhlich (Berliner Rundfunk)
- 1954: Johannes R. Becher: Die Winterschlacht – Regie: Hedda Zinner (Rundfunk der DDR)
- 1955: Anna Seghers: Das siebte Kreuz (Pelzer) – Regie: Hedda Zinner (Rundfunk der DDR)
- 1963: Gerhard Rentzsch: Die Geschichte eines Mantels – Regie: Edgar Kaufmann (Hörspiel – Rundfunk der DDR)
- 1965: Peter Weiss: Die Ermittlung – Regie: Wolfgang Schonendorf (Rundfunk der DDR)
- 1966: Bertolt Brecht: Das Verhör des Lukullus (Sprecher) – Regie: Kurt Veth (Rundfunk der DDR)
- 1968: Michail Schatrow: Bolschewiki – Regie: Wolf-Dieter Panse (Hörspiel – Rundfunk der DDR)
- 1969: Fritz Selbmann: Ein weiter Weg (Alfred Bauer) – Regie: Fritz-Ernst Fechner (Hörspiel (8 Teile) – Rundfunk der DDR)
- 1969: Claude Prin: Potemkin 68 – Regie: Edgar Kaufmann (Hörspiel – Rundfunk der DDR)
- 1969: Emmanuel Roblès/Philippe Derrez: Männerarbeit – Regie: Edgar Kaufmann (Hörspiel – Rundfunk der DDR)
- 1969: Juri Jakowlew: Bin ich ein Pechvogel (Michael Iwanowitsch) – Regie: Manfred Täubert (Kinderhörspiel – Rundfunk der DDR)
- 1970: Wolfgang Kohlhaase: Ein Trompeter kommt (Ein Töpfer) – Regie: Fritz-Ernst Fechner (Hörspiel – Rundfunk der DDR)
- 1970: Rolf Schneider: Platanenstraße 10 (Graetz) – Regie: Werner Grunow (Hörspiel – Rundfunk der DDR)
- 1970: Tschingis Aitmatow: Die Straße des Sämanns (Suwankul) – Regie: Werner Grunow (Hörspiel – Rundfunk der DDR)
- 1970: Jerzy Janicki: Die Ballade vom Fischer Antonin Karpfen (Marcel) – Regie: Wojciech Maciejewski (Hörspiel – Rundfunk der DDR)
- 1970: Arne Leonhardt: Unser stiller Mann (Kutzner) – Regie: Werner Grunow (Hörspiel – Rundfunk der DDR)
- 1973: Horst Dembny: Der General kommt (Ede) – Regie: Albrecht Surkau (Kurzhörspiel – Rundfunk der DDR)
- 1973: Linda Teßmer: Am schwarzen Mann (Hauptmann Gerber) – Regie: Joachim Staritz (Hörspiel – Rundfunk der DDR)
- 1973: Werner Gawande: Benders Abschluss (Bender) – Regie: Werner Grunow (Hörspiel – Rundfunk der DDR)
- 1973: Otto Marquardt: Chile im September (Bürgermeister) – Regie: Horst Liepach
- 1974: Hans-Jürgen Bloch: Nicht nur tausendjährige Eichen (HGL-Vorsitzender) – Regie: Joachim Staritz (Hörspiel – Rundfunk der DDR)
- 1974: Wolf D. Brennecke: Abriss eines Hauses (Grupp) – Regie: Fritz-Ernst Fechner (Hörspiel – Rundfunk der DDR)
- 1974: Wolfgang Müller: Die Spur des Helfried Pappelmann (Kaderleiter) – Regie: Wolfgang Schonendorf (Hörspiel – Rundfunk der DDR)
- 1974: Ernst Röhl: Minna Plückhahn will es wissen (Pförtner) – Regie: Fritz-Ernst Fechner (Hörspiel – Rundfunk der DDR)
- 1974: Joachim Walther: Randbewohner – Regie: Werner Grunow (Hörspiel – Rundfunk der DDR)
- 1975: Linda Teßmer: Der Fall Tina Bergemann (Leutnant Schäfer) – Regie: Hannelore Solter (Hörspiel – Rundfunk der DDR)
- 1976: Günter Kunert: Ein anderer K. – Regie: Horst Liepach (Hörspiel – Rundfunk der DDR)
- 1976: Helmut Bez: Zwiesprache halten (Mann) – Regie: Joachim Staritz (Hörspiel – Rundfunk der DDR)
- 1977: Peter Goslicki/Peter Troche: Glassplitter (Fritz) – Regie: Joachim Staritz (Hörspiel – Rundfunk der DDR)
- 1977: Rudolf Elter: Die Kronzeugin (Wirt) – Regie: Fritz-Ernst Fechner (Hörspiel – Rundfunk der DDR)
- 1978: Helmut Bez: Jutta oder die Kinder von Damutz (Bürgermeister) – Regie: Fritz Göhler (Hörspiel – Rundfunk der DDR)
- 1978: Isaak Babel: Maria (Andrej) – Regie: Joachim Staritz (Hörspiel – Rundfunk der DDR)
- 1978: Brigitte Hähnel: Kassensturz (Konrad) – Regie: Joachim Staritz (Hörspiel – Rundfunk der DDR)
- 1980: Karl-Heinz Jakobs: Casanova in Dux (O’Reilly) – Regie: Barbara Plensat (Hörspiel – Rundfunk der DDR)
- 1980: Volksbuch: Fortunatus’ Glückssäckel oder die Kunst, reich zu sein (Lüpoldus) – Regie: Andreas Scheinert (Hörspiel – Litera)
- 1981: Christoph Hein: Jakob Borgs Geschichten (Erzähler) – Regie: Flora Hoffmann (Kinderhörspiel (5 Teile) – Rundfunk der DDR)
- 1982: Peter Hacks: Das Turmverlies – Geschichten von Henriette und Onkel Titus (Alter Mann) – Regie: Fritz Göhler (Kinderhörspiel – Litera)
- 1983: Heinz Drewniok: Unterm Birnbaum – Regie: Wolfgang Schonendorf (Hörspiel – Rundfunk der DDR)
- 2002: Marianne Weil/Stefan Dutt: Legionäre, Guerilleros, Saboteure – Regie: Marianne Weil/Stefan Dutt (Ein sozialistisches Gesamthörspiel – DLR)

## Auszeichnungen
- 1971: Kritikerpreis der Berliner Zeitung (Mit Lissy Tempelhof)[5]
- 1974: Kunstpreis der DDR[6]
- 1979: Goethe-Preis der Stadt Berlin – Für künstlerische Leistungen II. Klasse[7]